# Família Marvel

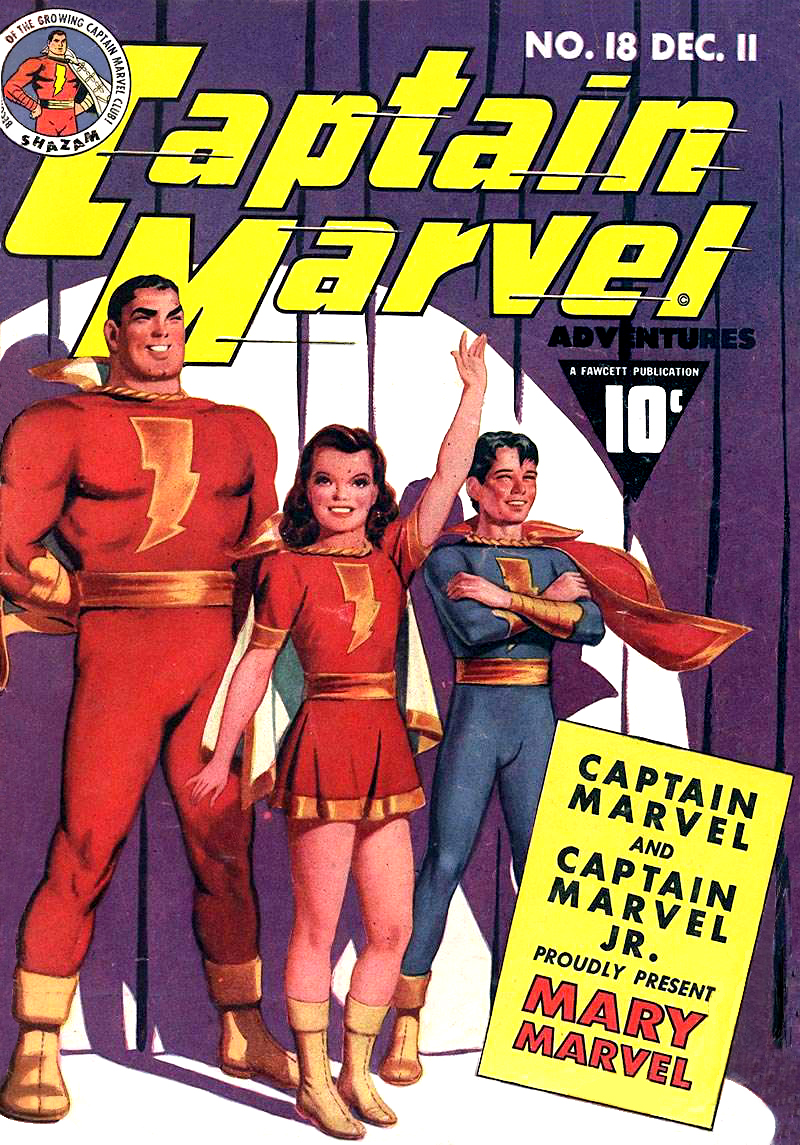
A Família Shazam

A Família Marvel é um grupo de super-heróis que originalmente apareceram nas histórias em quadrinhos publicadas pela Fawcett Comics, que depois seriam publicados pela DC Comics. Criado por volta de 1942 pelo escritor Otto Binder e pelo artista Marc Swayze, o time é uma extensão da franquia do Shazam!.
Como a Marvel Comics registrou sua própria revista em quadrinhos, chamada Captain Marvel em 1967, a DC Comics hoje é incapaz de promover e comercializar títulos com esse nome. Desde 1972, a DC usou a marca registrada Shazam! por seus títulos de quadrinhos com os personagens da Família Marvel, e o nome sob o qual eles comercializam e promovem os personagens. Ao se referir à Família Marvel em capas de revistas em quadrinhos ou outras mercadorias diversas, eles são por essa necessidade legal chamada de "Família Shazam". Em 2011, DC mudou oficialmente o nome do Capitão Marvel para Shazam, tornando a Família Shazam o nome dos associados do super-herói.

## Membros da Família Shazam
- Billy Batson (Shazam): Shazam é o super-poderoso alter-ego do jovem Billy Batson, que fala o nome do Mago Shazam para se tornar um super-herói adulto. Billy possui a sabedoria de Salomão, a força de Hércules, a resistência de Atlas, o poder de Zeus, a coragem de Aquiles e a velocidade Mercúrio. Billy escolheu compartilhar seus poderes com sua irmã Mary e seu amigo Freddy Freeman, criando a Família Shazam. Fora da Família Shazam, o Capitão Marvel serviu brevemente como membro da Liga da Justiça Internacional e da Sociedade da Justiça da América. Após o reboot dos Novos 52, Billy Batson é um filho adotivo problemático que herdou o nome, poderes e assento no conselho de magia do mago Shazam. Como Shazam, Billy tem poderes e uma aparência semelhante à versão tradicional do Capitão Marvel, com a capacidade adicional de usar magia através do "relâmpago vivo" que o capacita.
- Mary (Mary Marvel): A irmã gêmea de Billy, Mary Batson (adotada como Mary Bromfield), que achou que poderia dizer a palavra mágica "Shazam!" e se tornar um membro da Família Shazam. Na era dourada dos quadrinhos, Mary Marvel permaneceu uma adolescente depois de dizer sua palavra mágica, enquanto a versão moderna é transformada em uma adulta como seu irmão. Durante as séries limitadas Contagem Regressiva para a Crise Final e Crise Final entre 2007 e 2008, Mary Marvel perdeu seus poderes e ganhou os poderes do inimigo da Família Shazam, Adão Negro, e deslizou temporariamente para a vilania, vestindo trajes de couro preto enquanto trabalhava para Darkseid e possuía o Novo Deus Desaad. A era dourada da Mary Marvel tinha um conjunto diferente de patronos do Shazam, que contribuiu para seus poderes. Eles eram a graça de Selene, a força de Hippolyte, a habilidade de Ariadne, a rapidez de Zephyrus, a beleza de Aurora e a sabedoria de Minerva. Na atual continuidade da DC Comics de 2012 em diante, Mary Bromfield é a irmã adotiva de Billy Batson, que sabe de sua identidade secreta e, ao capricho de Billy, pode compartilhar seus poderes para ganhar uma forma similar à tradicional Mary Marvel
- Freddy Freeman (Shazam Jr): Amigo e colega de classe de Billy, Freddy Freeman. Tanto na Era Dourada quanto nas versões de 1990 da Família Shazam, Freddy foi atacado e deixado inválido pelo supervilão Capitão Nazista, e recebeu o poder de se tornar um "Shazam" para salvar sua vida. Sempre que ele fala Shazam, Freddy se torna uma versão adolescente do Shazam. Ele era um membro dos Jovens TItãs durante o final de 1990 e depois dos Renegados no início dos anos 2000. Na atual continuidade da DC Comics de 2012 em diante, Freddy Freeman é o irmão adotivo de Billy Batson, um batedor de carteiras e trapaceiro que compartilha o segredo de Billy e no capricho de Billy seus poderes para ganhar uma forma semelhante a uma versão adulta do tradicional Capitão Marvel Jr.
- Eugene: Eugene Choi é o irmão adotivo de Billy Batson, um adolescente inteligente e estudioso sobre sua idade de descendência coreana. Introduzido na minissérie Ponto de Ignição, Eugene pode compartilhar o poder de Billy e se tornar uma versão adulta de si mesmo, com o poder adicional da tecnopatia.
- Pedro Peña: Pedro Peña é o irmão adotivo de Billy Batson, um adolescente tímido e com excesso de peso sobre sua idade. Introduzido na minissérie Ponto de Ignição, Pedro pode compartilhar o poder de Billy e tornar-se uma versão adulta de si mesmo com um Shazam, com quantidades extras de super-força.
- Darla Dudley: Darla Dudley é a irmã adotiva de Billy Batson, uma exuberante pré-adolescente afro-americana que foi abandonada pelos pais e adotada pelos pais adotivos de Billy. Introduzida na minissérie Ponto de Ignição, Darla pode compartilhar o poder de Billy. Ao contrário do resto da Família Shazam, Darla continua com a mesma idade em forma super-poderosa, e em seu poder, suas habilidades de velocidade são amplificadas, tornando-a mais rápida que os outras.

## Em outras mídias

### Televisão
- A Família Shazam estrela na série Shazam! de 1981.
- A Família Shazam aparece no episódio "The Malicious Mr. Mind" de Batman: Os Bravos e Destemidos. Batman e a Familia Shazam lutam contra a Monster Society of Evil, que é primeiramente liderada pelo Doutor Sivana e depois pelo Sr. Cérebro.

### Filmes
- Uma versão do universo da Família Shazam aparece em Liga da Justiça: Ponto de ignição, um filme animado adaptando a série em quadrinhos Flashpoint.
- Billy Batson/Shazam e as identidades civis da Família Shazam  serão apresentados no próximo longa-metragem do Universo Estendido da DC chamado Shazam! (2019), produzido pela New Line Cinema e pela Warner Bros. Pictures. O filme contará com Zachary Levi como Shazam, Asher Angel como Billy, Grace Fulton como Mary, Jack Dylan Grazer como Freddy, Ian Chen como Eugene, Jovan Armand como Pedro e Faithe Herman como Darla.